# Ngara (Distrikt)
Ngara ist ein Distrikt in der Region Kagera im Nordwesten von Tansania mit dem Verwaltungszentrum in der gleichnamigen Stadt Ngara. Der Distrikt grenzt im Norden an den Distrikt Karagwe, im Osten an den Distrikt Biharamulo, im Südosten an die Region Kigoma. im Südwesten an Burundi und im Nordwesten an Ruanda.  

## Geographie
Ngara hat eine Fläche von 3744 Quadratkilometer und 383.092 Einwohner (Volkszählung 2022). Der Distrikt liegt auf einem Hochland in rund 1800 Meter über dem Meer. Darin sind Flusstäler eingebettet, die etwa 1300 Meter hoch sind. Im Westen steigt das Land im Mount Shyunga bis zu 2100 Meter Seehöhe an. Der größte Fluss ist der Ruvuvu, der nach Nordosten fließt und in den Kagera mündet. Der Distrikt hat zwei Regenzeiten, den Herbstregen von September bis Dezember und den Frühlingsregen von Februar bis Mai. Der jährliche Niederschlag beträgt durchschnittlich 1400 Millimeter in den höheren Lagen und 800 Millimeter in den Niederungen. Die Durchschnittstemperatur für die südliche Zone beträgt 17 Grad Celsius sonst bis zu 25 Grad Celsius. Die Stadt Kagera liegt 1800 Meter über dem Meer und hat mildes Klima, Cwb nach der effektiven Klimaklassifikation.

## Geschichte
Im Gebiet der heutigen Stadt Ngara befand sich ein Versammlungsort unter einem sehr großen Baum. Dieser Ort hieß in der Sprache der Hangaza „Mnyinya Ngara“, was „großer Baum“ bedeutet. Die deutschen Besatzer konnten dies nicht aussprechen und nannten den Ort „Ngara“. Der Distrikt in der heutigen Form wurde im Jahr 1984 eingerichtet.

## Verwaltungsgliederung
Ngara wird in vier Divisionen gegliedert:
| Division    | Fläche km2 | Anzahl Dörfer |
| ----------- | ---------- | ------------- |
| Nyamiaga    | 1251       | 21            |
| Murusagamba | 533        | 9             |
| Kanazi      | 900        | 26            |
| Rulenge     | 1032       | 19            |

Der Distrikt besteht aus 22 Bezirken (Wards):
- Bugarama
- Bukiriro
- Kabanga
- Kanazi
- Kasulo
- Keza
- Kibimba
- Kibogora
- Kirushya
- Mabawe
- Mbuba
- Muganza
- Mugoma
- Murukurazo
- Murusagamba
- Ngara Mjini
- Ntobeye
- Nyakisasa
- Nyamagoma
- Nyamiyaga
- Rulenge
- Rusumo

## Bevölkerung
Die größten Ethnien im Distrikt sind die Wahangaza und die Washubi. Die offiziellen Sprachen Swahili und Englisch werden nur beschränkt verwendet, meist werden die lokalen Sprachen KIshubi und KIhangaza gesprochen, die ähnlich zu Rundi und Kinyarwanda, den Sprachen in Ruanda und Burundi sind.

## Einrichtungen und Dienstleistungen
- Bildung: Im Distrikt gibt es 115 staatliche und fünf private Grundschulen. Die staatlichen Schulen haben ein Lehrer-Schüler-Verhältnis von 1:46 (Stand 2019).[9] Von den 29 weiterführenden Schulen werden 23 vom Staat und sechs privat betrieben (Stand 2016).[10]
- Gesundheit: In Ngara befinden sich drei Krankenhäuser, fünf Gesundheitszentren und 52 Apotheken. Auf einen Arzt kommen 60.000 Patienten. Die häufigste Todesursache ist mit vierzig Prozent Malaria. Von rund 1400 Menschen, die auf HIV getestet wurden, waren 24 positiv, das sind 1,7 Prozent (Stand 2015).[11]
- Wasser: Im Jahr 2015 wurde die Hälfte der Bevölkerung mit sicherem und sauberem Wasser versorgt.[12]

| - Landwirtschaft: Rund 95 Prozent der Bevölkerung leben von der Landwirtschaft. Die Hauptkulturen sind Kaffee, Bananen, Maniok, Mais, Bohnen, Hirse und Avocado. Die größten Anbauflächen hatten Bananen und Maniok, die höchsten Erträgen ergaben Bananen und Mais (Stand 2015). Mehr als die Hälfte der Haushalte besaß im Jahr 2012 auch Nutztiere. Überwiegend gehalten wurden Ziegen und Geflügel. - Forstwirtschaft: Über 100.000 Hektar der Distriktfläche sind von Wald bedeckt. Darin enthalten sind drei Reservate: - Goyagoya Waldreservat mit 1400 Hektar, - Burigi Wildreservat, wobei der Anteil von Ngara 13.500 Hektar groß ist, - Kimisi Wildreservat mit 37.000 Hektar im Distrikt. - Bergbau: Bei Kabanga gibt es große Nickel-Vorkommen, die jedoch nicht abgebaut werden (Stand 2020). - Handel: Wegen der geographischen Lage gibt es auch Handel mit Burundi und Ruanda. - Straßen: Durch den Distrikt verlaufen die Nationalstraßen T3 nach Ruanda und die T11 nach Burundi. Daneben gibt es 150 Kilometer Distriktstraßen, die überwiegend in gutem Zustand sind, und 500 Kilometer Zubringerstraßen, die zur Hälfte gut befahrbar sind (Stand 2015). | Hier fehlt eine Grafik, die leider im Moment aus technischen Gründen nicht angezeigt werden kann. Wir arbeiten daran! |

## Politik
Im Distrikt wird ein Distriktrat (District council) alle 5 Jahre gewählt. Den Vorsitz führt Erick Nkilamachumu.

## Sehenswürdigkeiten
- Burigi- und Kimisi-Wildreservate: Im Norden hat der Distrikt Anteil an den Wildreservaten Burigi und Kimisi.[22][23] Das im Jahr 1980 eingerichtete Burigi Wildreservat hat eine vielfältige Fauna bestehend aus Flusspferden, Elefanten, Sitatungas, Impalas, Löwen, Elands, Oribis, Wasserböcken und dreißig Vogelarten.[24] Die Regierung von Tansania plant, diese Wildreservate in Nationalparks umzuwandeln.[25]

## Sonstiges
- Flüchtlinge: Ab 1993 kamen mehrere hunderttausend Flüchtlinge aus Burundi und im Jahr 1994 auch aus Ruanda. Es wurden mehrere Flüchtlingslager eingerichtet, das größte in Benaco für 200.000 Menschen aus Ruanda im Mai 1994. Im Jahr 1996 wurden hunderttausende Flüchtlinge zur Rückkehr gezwungen und die großen Lager geschlossen. Vor allem Menschen aus Burundi blieben auf Dauer im Distrikt.[8] Im Juli 2000 lebten 100.000 Flüchtlinge aus Burundi und 20.000 aus Ruanda in Ngara.[26]
- Rulenge-Ngara ist eine römisch-katholische Diözese mit Sitz in Rulenge. Das Bistum umfasst eine Fläche von 13.000 Quadratkilometer mit einer Million Einwohnern, wovon etwa ein Drittel Katholiken sind.[27]